# Fiina, Jovkva
Fiina (în ucraineană Фійна) este un sat în comuna Krehiv din raionul Jovkva, regiunea Liov, Ucraina.

## Demografie
Componența lingvistică a localității Fiina
     Ucraineană (100%)
Conform recensământului din 2001, toată populația localității Fiina era vorbitoare de ucraineană (100%).